# Abdullah Marafee
Abdullah Hassan Marafee (* 13. April 1992 in Doha) ist ein katarischer Fußballspieler.

## Karriere

### Verein
Aktuell ist er Teil des Kaders von al-Arabi.

### Nationalmannschaft
Sein erstes bekanntes Spiel für die katarische A-Nationalmannschaft, hatte er am 1. September 2021. Dort wurde er bei einer 0:1-Freundschaftsspielniederlage gegen Serbien, in der 85. Minute für Mohammed Waad eingewechselt. Später war er auch Teil der Mannschaft beim CONCACAF Gold Cup 2023, wo er im letzten Gruppenspiel ebenfalls einmal eingesetzt wurde.